# نصيبي وقسمتك 3 (مسلسل)
نصيبي وقسمتك 3 مسلسل تلفزيوني مصري أنتج عام 2019، وهو من إخراج محمد سلامة وتأليف عمرو محمود ياسين. يتناول المسلسل قصص مختلفة كل منها مكونة من 5 حلقات تناقش قضايا المرأة المختلفة في المجتمع والزواج والعمل.
بطولة: هنا شيحة، درة، ملك قورة، ميرنا نورالدين، شريف سلامة، ايمان العاصي

## طاقم العمل
- هاني عادل
- هبة مجدي
- فراس سعيد
- عبير صبري
- ملك قورة
- توني ماهر
- مؤمن نور
- هنا شيحة
- ميرهان حسين
- مراد مكرم
- طارق صبري
- ميرنا نور الدين
- درة
- نسرين امين

## وصلات خارجية
- نصيبي و قسمتك 3 على موقع قاعدة بيانات الأفلام العربية